# Geelsnavelkitta
De geelsnavelkitta (Urocissa flavirostris) is een zangvogel uit de familie Corvidae (kraaien).

## Verspreiding en leefgebied
Deze soort komt voor in Azië en telt vier ondersoorten:
- U. f. cucullata: van de westelijke Himalaya tot westelijk Nepal.
- U. f. flavirostris: van Nepal tot noordelijk Myanmar en zuidelijk China.
- U. f. schaeferi: westelijk Myanmar.
- U. f. robini: noordelijk Vietnam.

## Status
De grootte van de populatie is niet gekwantificeerd maar de soort wordt omschreven als vrij algemeen tot plaatselijk algemeen. Op de Rode lijst van de IUCN heeft deze soort de status niet bedreigd.